# Żołędnica europejska

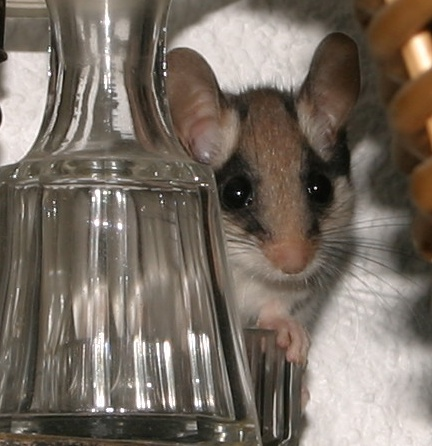
Żołędnica europejska

Żołędnica europejska, dawniej: żołędnica (Eliomys quercinus) – gatunek gryzonia z rodziny popielicowatych, zamieszkujący Europę i północną część Afryki.

## Nazewnictwo
W polskiej literaturze zoologicznej gatunek Eliomys quercinus był oznaczany nazwą „żołędnica”. W wydanej w 2015 roku przez Muzeum i Instytut Zoologii Polskiej Akademii Nauk publikacji „Polskie nazewnictwo ssaków świata” gatunkowi nadano nazwę „żołędnica europejska”, rezerwując nazwę „żołędnica” dla rodzaju tych gryzoni.

## Opis
Długość ciała (tułów z głową) 11–14 cm, a ogona 9–12 cm. Futro w części grzbietowej ubarwione na kolor popielato-rudy, spód ciała żółtawy. Ogon zakończony jest kitą z czarnych włosów o białych końcówkach. Przed uchem biała plama, a na bocznej części głowy czarna. Żołędnica ma duże, okrągłe oczy i stosunkowo długie uszy.

## Występowanie
Żołędnica europejska zamieszkuje tereny w Europie, aż po Ural oraz w północnej Afryce. W Polsce występuje tylko na terenach Babiogórskiego Parku Narodowego.

## Biotop
Spotkać ją można w lasach, zarówno liściastych, jak i mieszanych. Wiedzie nadrzewny tryb życia. Buduje gniazda w dziuplach. 

## Tryb życia
Prowadzi nocny tryb życia. Odżywia się owocami i nasionami, a także owadami. Na zimę zapada w sen zimowy, trwający od września-października do końca kwietnia. Na zimę gromadzi zapasy, które zjada, kiedy budzi się z zimowego snu.

## Rozród
Ciąża trwa 23 dni. Samica rodzi dwukrotnie w ciągu roku, od 3 do 6 młodych. Żywią się one mlekiem matki przez 4 tygodnie. Żołędnica europejska dożywa 6 lat.

## Ochrona
W Polsce podlega ścisłej ochronie. Zgodnie z rozporządzeniem  MŚ z 12.10.2011 w sprawie ochrony gatunkowej zwierząt wymaga utworzenia strefy ochrony ostoi o powierzchni 25 ha starodrzewów wokół stwierdzonego stanowiska.